# Universidade de Caxias do Sul
A Universidade de Caxias do Sul (UCS) é uma instituição de ensino superior da região nordeste do Rio Grande do Sul, Brasil. É a maior em número de alunos do estado do Rio Grande do Sul. Conta com unidades nas cidades de Caxias do Sul, Bento Gonçalves, Vacaria, Canela, Farroupilha, Guaporé, Nova Prata e São Sebastião do Caí, oferecendo mais de 150 opções de ingresso, em nove áreas diferentes do conhecimento. Nos anos de 2017 e 2018 foi listada pelo ranking universitário da Folha de S.Paulo como a sexta melhor universidade privada do país.

## História
A implantação dos primeiros cursos de educação superior em Caxias do Sul aconteceu ainda durante a década de 1950, período marcado na história do Brasil por transformações no campo econômico, social e político, decorrentes do processo de modernização pelo qual passava o país. A superação dos problemas sociais e do atraso econômico e cultural eram alguns dos temas que mobilizavam os setores organizados da sociedade. No campo da educação, a universalização da instrução primária obrigatória, a expansão do ensino secundário e a política oficial de incentivo à instalação de escolas superiores privadas eram algumas das proposições lançadas pelo Estado como forma de inserir a educação no esforço "desenvolvimentista".
Caxias do Sul era, já na década de 1950, a segunda metrópole do estado e, a exemplo dos grandes centros urbanos do país, também vivia um período de crescimento econômico e modernização. A cidade se transformava, a população modernizava pensamentos e hábitos, novas prioridades eram colocadas. Entre as novas demandas sociais, estava a criação de novas opções de ensino com a implantação de cursos de educação superior para atender aos jovens da cidade e da região. Ainda no final da década, diversas entidades e personalidades da comunidade se mobilizavam para obter do governo federal a autorização para a instalação dos primeiros cursos de educação superior na cidade.
Em 1956, Dom Benedito Zorzi, Bispo de Caxias do Sul, já defendia a união da sociedade em torno de um ideal comum: "a criação de faculdades que, por sua vez, possibilitariam a criação da Universidade da Serra".
Assim, a instalação das primeiras faculdades na cidade resultou da mobilização e do esforço da sociedade para impor novos patamares para o seu desenvolvimento. No início dos anos 1960, Caxias do Sul já contava com cinco instituições de ensino superior instaladas, que ofereciam cursos como: Ciências Econômicas, Filosofia, Pintura e Música, Enfermagem e Direito, entre outros.
As Primeiras Faculdades:
- Faculdade de Ciências Econômicas e Faculdade de Filosofia, sob orientação da Mitra Diocesana;
- Escola de Enfermagem Madre Justina Inês, da Sociedade Caritativo-Literária São José;
- Faculdade de Direito, sob a direção da Sociedade Hospitalar Nossa Senhora de Fátima;
- Escola de Belas Artes, ligada à Prefeitura Municipal.

Frequentadas por alunos de Caxias e dos municípios vizinhos, essas faculdades foram os pilares sobre os quais se ergueria a futura Universidade de Caxias do Sul, fruto da união das mantenedoras das faculdades em torno de um ideal comum: a criação de uma Universidade que, no entender de seus idealizadores, deveria simbolizar a expressão cultural da região e do seu tempo e manter fortes vínculos com a sua comunidade.

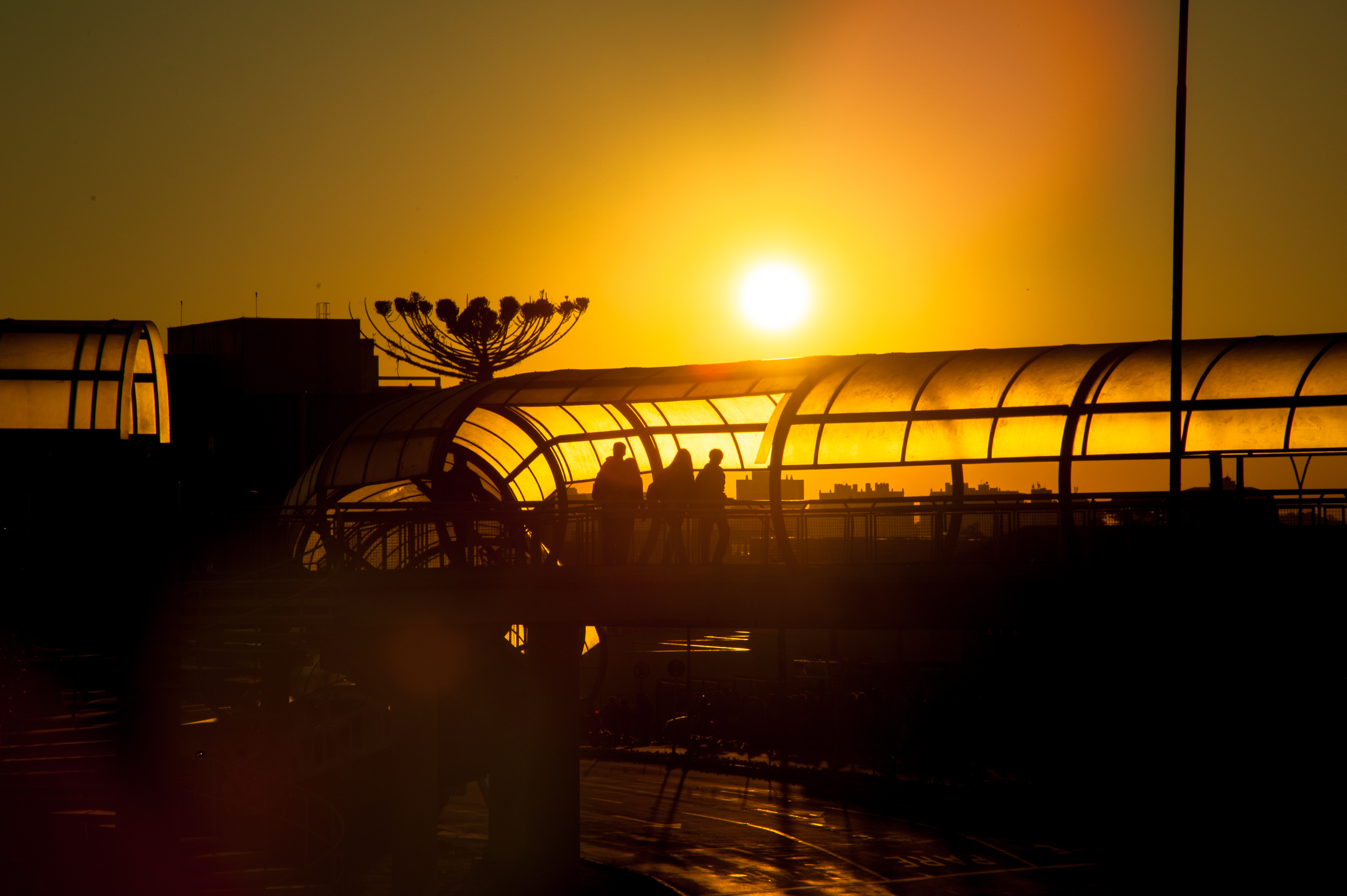
Pôr do Sol na UCS

Fundada em 10 de fevereiro de 1967, a Universidade de Caxias do Sul congregava as instituições mantenedoras das primeiras faculdades, reunidas sob a denominação de Associação Universidade de Caxias do Sul, sua instituição mantenedora. Instalou-se no prédio do antigo internato Sacrè Coeur de Marie, no Bairro Petrópolis, onde atualmente funciona a Reitoria. O campus principal ocupa uma área extensa deste bairro e foi construído em moldes modernistas, na forma de blocos isolados implantados num imenso jardim, o que possibilitou a contínua expansão física da Instituição.
Em 1974, após um período de crise financeira e institucional, a Associação mantenedora foi transformada em Fundação - entidade jurídica de Direito Privado, sem fins lucrativos - numa configuração institucional que melhor representava o caráter comunitário e as propostas de regionalização preconizadas pelos fundadores da Universidade. Participavam da direção da Fundação, os membros da antiga Associação e representantes do Ministério da Educação, do governo estadual, dos municípios e de entidades da comunidade.
Entre as décadas de 70 e 90, a Universidade manteve-se fiel aos ideais de seus fundadores. Praticando uma política de ação regional, levava sua atuação aos diversos municípios da região, ao mesmo tempo em que promovia ações integradas com outras instituições isoladas de ensino superior instaladas em municípios da região. No final dos anos 1970, alunos lutaram pela federalização da Instituição, o que jamais aconteceria.
A partir de 1990, com base na prerrogativa da autonomia universitária, o processo de regionalização da universidade tomou um forte impulso com a implementação de estratégias de ação que fortaleciam o seu caráter comunitário e regional. Foram criadas novas unidades universitárias em sub-pólos regionais e passaram a integrar a UCS a Fundação Educacional da Região dos Vinhedos, com sede em Bento Gonçalves e a Associação Pró-Ensino Superior dos Campos de Cima da Serra, com sede em Vacaria.

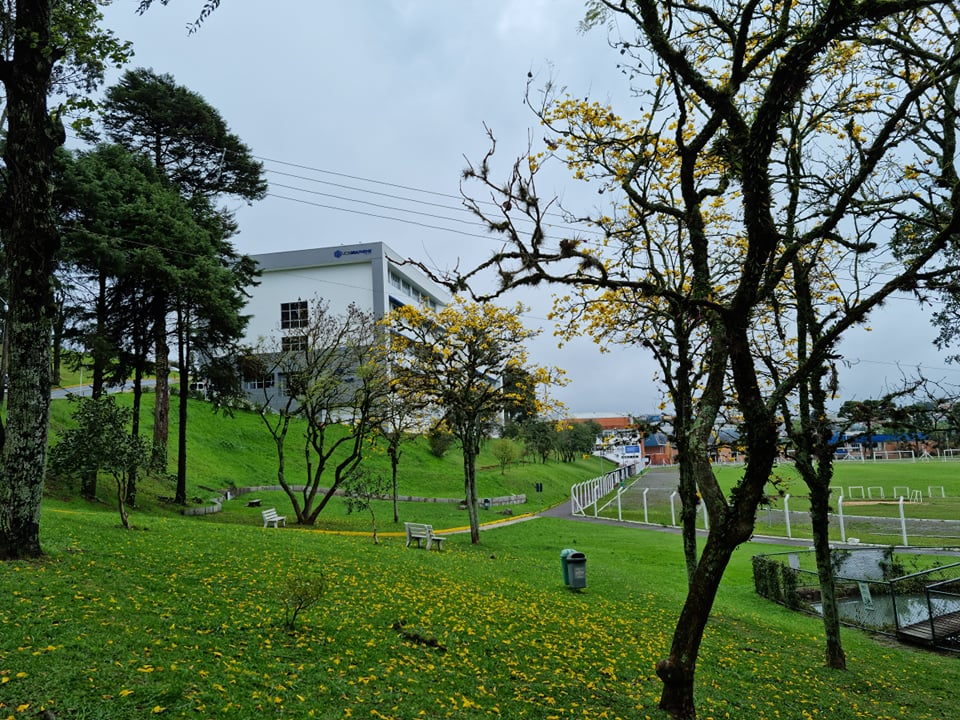
Bloco 71

Em 1993, o projeto de regionalização da UCS, submetido ao MEC, teve parecer favorável do Conselho Federal de Educação. No documento oficial, as palavras do relator resumiam o sentimento de todos os que, através dos anos, haviam abraçado a causa da regionalização da UCS e referendava um compromisso assumido pelas lideranças que preconizaram uma Universidade para a Região. Dizia ele: "O tempo ensinou que o somatório de forças é a melhor opção, agora em forma de Universidade Regional. Verifica-se, pois, que a Regionalização, tão sonhada e perseguida, chega na hora certa; na maturidade plena das Instituições participantes; na jovialidade perene dos que se lançam e perseveram na arte e na ciência de promover pessoas humanas através da educação".
Em 2010 foi considerada pelo Instituto Nacional de Estudos e Pesquisas Educacionais a segunda melhor universidade particular do Brasil,
sendo superada apenas pela Pontifícia Universidade Católica de São Paulo. Há vários anos a instituição tem se destacado como uma das principais universidades privadas do Brasil.
A UCS administra a UCSGraphene, maior fábrica de grafeno da América Latina e, de 9 a 16 de Julho de 2021, promoveu a 1ª Feira Brasileira do Grafeno. Este evento contou com as presenças do ministro da ciência, tecnologia e inovações, Marcos Pontes e, do presidente da república, Jair Bolsonaro. Nesta feira, expositores apresentaram produtos feitos com grafeno destinados a diversos ramos da indústria (construção, têxtil, bélica, etc.). A 1ª Feira Brasileira do Grafeno foi visitada por mais de três mil pessoas e seus organizadores expressaram o desejo de realiza-la anualmente.
Hoje, a Universidade de Caxias do Sul já é parte essencial do projeto de desenvolvimento regional e busca, através da qualificação contínua e do incentivo aos universitários, crescer e consolidar sua presença no panorama universitário nacional e internacional.

## Estrutura

### Órgãos de deliberação e administração superior
- Reitoria
- Conselho Universitário

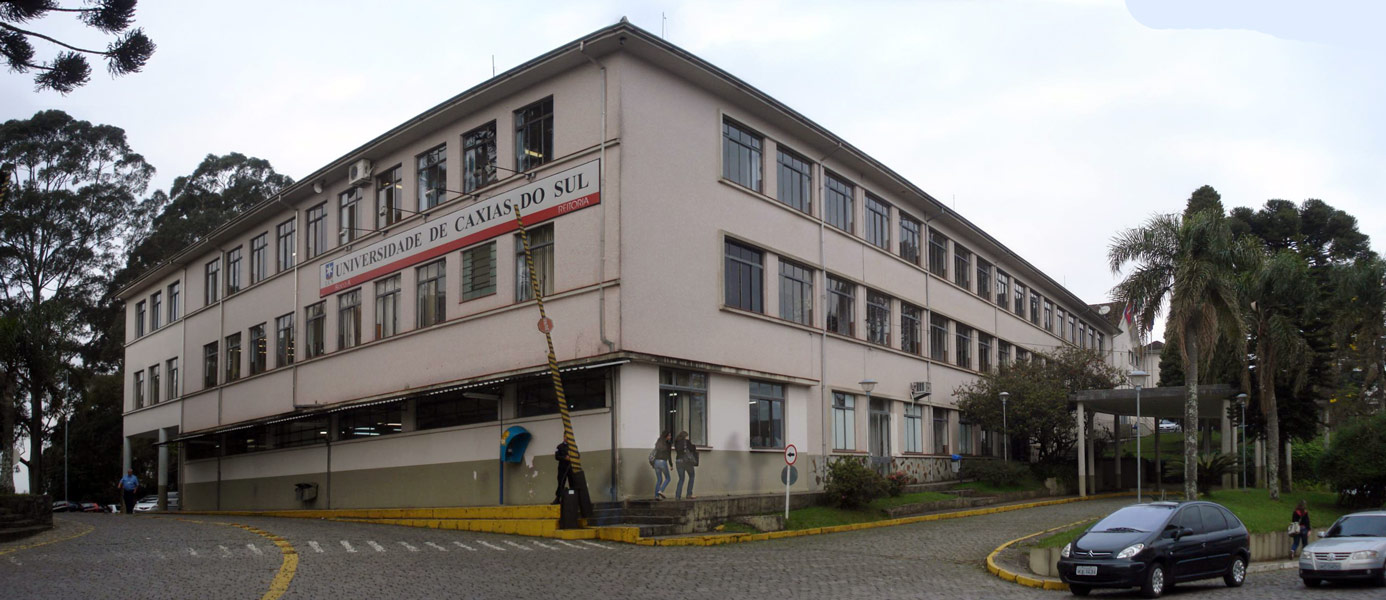
Reitoria da UCS

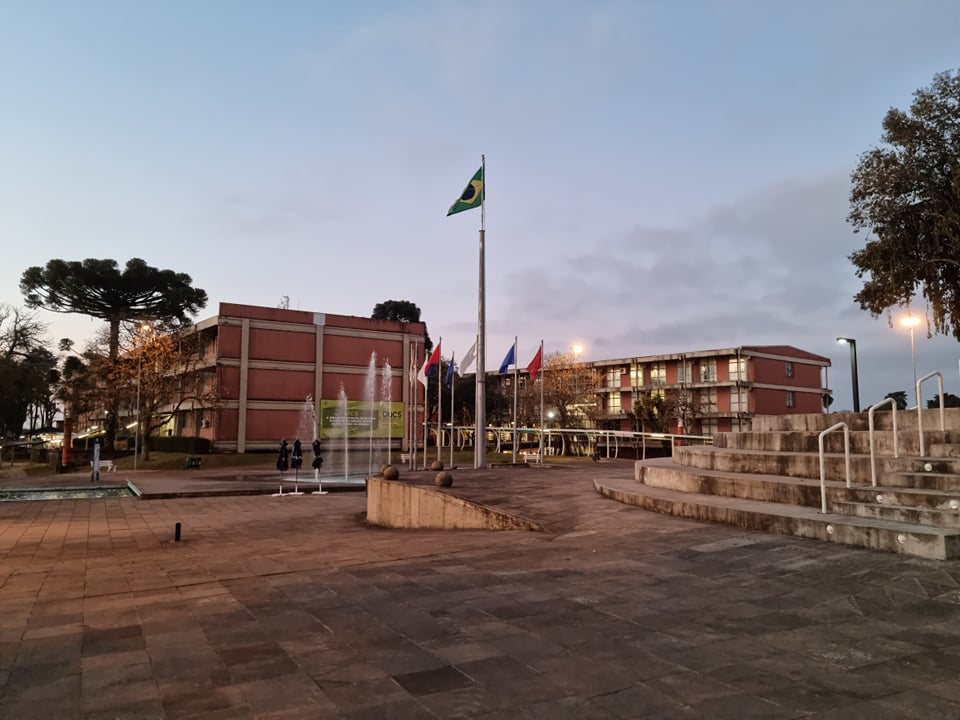
Centro Cívico

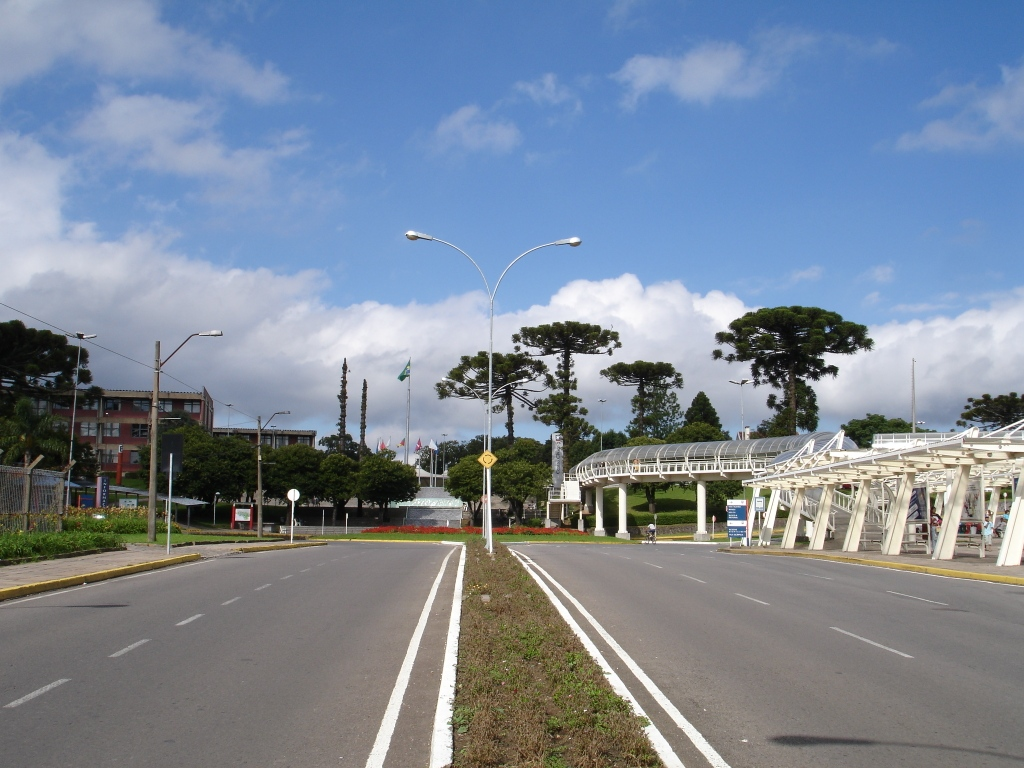
Acesso principal da Cidade Universitária

- Conselho de Ensino, Pesquisa e Extensão
- Pró-Reitoria Acadêmica
- Pró-Reitoria de Pesquisa e Pós-Graduação
- Diretoria Administrativa e Financeira

### Órgãos fundamentais
- Área do Conhecimento de Ciências da Vida
- Área do Conhecimento de Ciências Exatas e Engenharias
- Área do Conhecimento de Humanidades
- Área do Conhecimento de Ciências Sociais
- Área do Conhecimento de Ciências Jurídicas
- Área do Conhecimento de Artes e Arquitetura

### Campi
- Campus Universitário da Região dos Vinhedos
- Campus Universitário de Farroupilha
- Campus Universitário de Vacaria
- Campus Universitário Vale do Caí
- Campus Universitário da Região das Hortênsias
- Campus Universitário de Guaporé
- Campus Universitário de Nova Prata

### Órgãos suplementares
- Biblioteca Central
- Editora Universitária
- Ambulatório Central
- Vila Olímpica

## Campus Universitário de Caxias do Sul

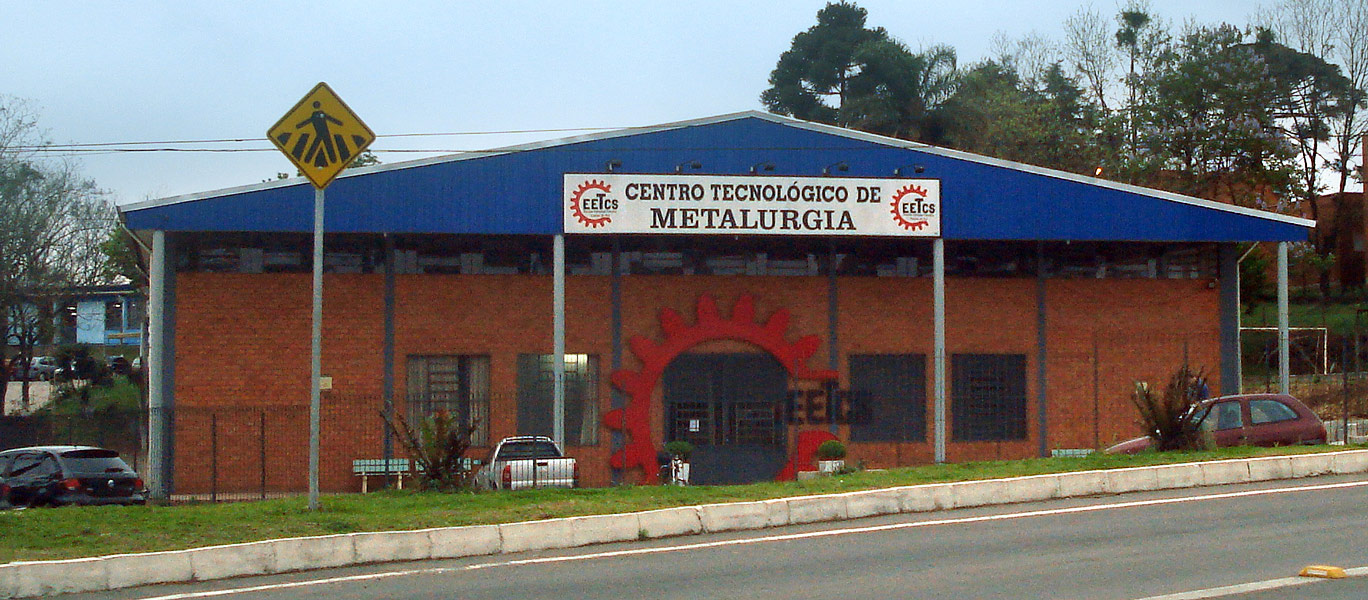
Centro Tecnológico de Metalurgia da Escola Técnica Estadual

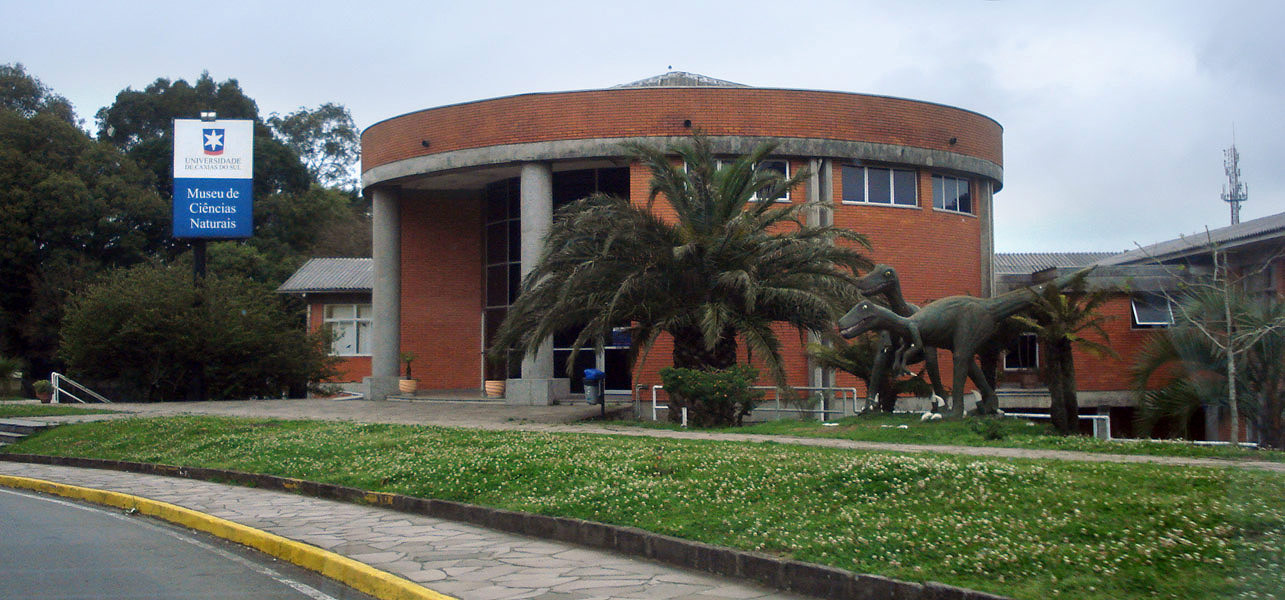
Museu de Ciências Naturais

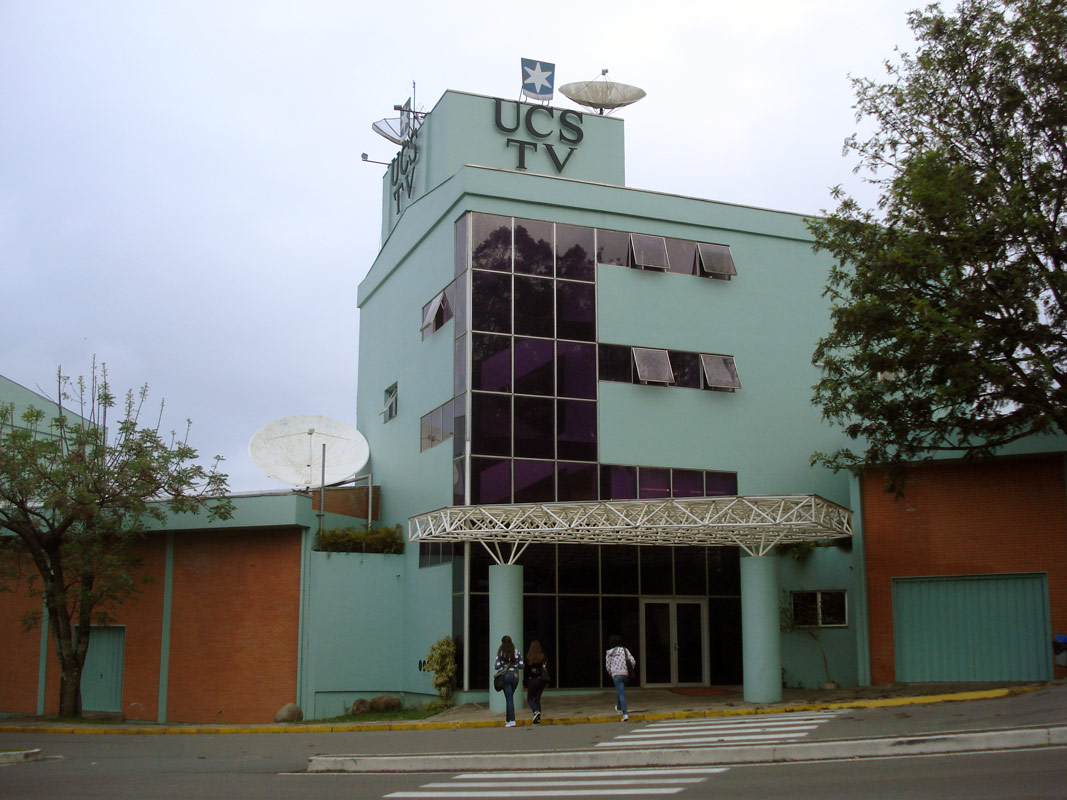
UCS TV

A sede da Universidade de Caxias do Sul está localizada no Campus Universitário de Caxias do Sul, instalado em 1973, numa área de 6,5 mil m², no Bairro Petrópolis, numa região privilegiada por sua geografia e belezas naturais, onde antes funcionava o Colégio Sacre Coeur de Marie.
A partir de dezembro de 1974, o Governo do Estado doou uma área de 25 ha pertencentes à Estação Experimental de Vitivinicultura. Na década de 1980, uma nova doação incorporou à UCS o restante da área da Estação, ficando a Universidade com uma área aproximada de 72 hectares.
A partir da década de 1990, com o processo de regionalização da UCS e a sua conseqüente expansão, houve um crescimento da estrutura física da Cidade Universitária, com a construção de novos prédios para abrigar salas de aula, laboratórios, unidades de serviços e outras facilidades, objetivando o conforto de todos os frequentadores do Campus.
O crescimento do Campus-Sede, também denominado Cidade Universitária, obedeceu a uma proposta de arquitetura, ecologicamente planejada, que buscou criar uma atmosfera acolhedora, plena de muito verde e muita luz, propícia para o desenvolvimento das relações interpessoais. Diversas construções antigas foram mantidas e restauradas, criando um espaço onde o moderno e o tradicional convivem em harmonia.
Com entrada franca e sistema de segurança, a Cidade Universitária oferece à população de Caxias e arredores uma completa área de lazer, propícia para a realização de práticas esportivas e culturais. A Capela Ecumênica, a Vila Olímpica, o espaço cultural Nau Capitânia, o Zôo da UCS e o Museu de Ciências Naturais são alguns dos espaços responsáveis pelo grande acesso de visitantes à Cidade Universitária durante os finais de semana.
Distribuídos pela Cidade Universitária, estão também instalados os importantes órgãos que apoiam e sustentam a ação da Universidade nas suas diferentes áreas de competência, destacando-se a Biblioteca Central, o Hospital Geral, o Ambulatório Central, o Centro de Teledifusão Educativa, UCS TV o UCS Teatro, a Casa do Professor, a Editora da Universidade, entre outros.
Ao todo, são aproximadamente 100 mil m² de área construída, onde edificações modernas interagem com construções mais antigas e restauradas, áreas verdes, lagos e bosques de mata nativa, compondo um espaço capaz de oferecer as condições necessárias para a realização das atividades de ensino, pesquisa e extensão oferecidas pela Universidade.

### Campus 8
Distante do Campus principal, abriga os cursos de Arquitetura e Urbanismo, Design de Moda, Educação Artística, Música, Artes Visuais e Tecnologias Digitais, além de abrigar a Orquestra da Universidade, o que lhe rendeu o apelido de "Cidade das Artes".
Localizado no km 69 da Rodovia RS-122, entre Caxias do Sul e Farroupilha, o Campus 8 é um prédio isolado, construído em meio a uma imensa área verde. O terreno foi adquirido após várias tratativas com a família Michielon, que iniciaram em 1948. Fruto do auge do Modernismo do final da década de 1950, foi projetado pela Construtora Niederauer e Marchioro, que o construiu a partir de 1957. Foi inaugurado em 1961 como Colégio Santa Francisca Xavier Cabrini pela Madre Rita Coppaloni, que até então dirigia a matriz do colégio na Vila Mariana, em São Paulo.
Na mesma época, foi construída a capela, administrada por freiras missionárias do Sagrado Coração de Jesus (cabrinianas). Impecavelmente conservada apesar do grande intervalo de tempo em que o complexo ficou abandonado, a estrutura simples é valorizada por detalhes que são verdadeiras obras de arte. Os vitrôs com imagens de santos, idealizados pelas próprias irmãs, foram fabricados com materiais importados por uma das empresas mais habilitadas da época, a Casa Genta S.A. O colégio funcionou até 1971, quando foi fechado por motivos de ordem econômica. Após várias tratativas, primeiro com o governo Federal que pretendia ali instalar um hospital do INSS; depois com um grupo hoteleiro, com o governo do Estado que pretendia instalar um Instituto de Educação, e com a própria UCS que chegou a cogitar a transferência total de suas atividades para o local, em 1974 o prédio foi finalmente vendido para um grupo de 16 sócios, que ali instalaram uma indústria metalúrgica, que  ocupou o local até a década de 1980, quando transferiu-se para São Bernardo do Campo. O espaço passou a ser ocupado pela Universidade de Caxias do Sul a partir de 1995.

## UCS Teatro

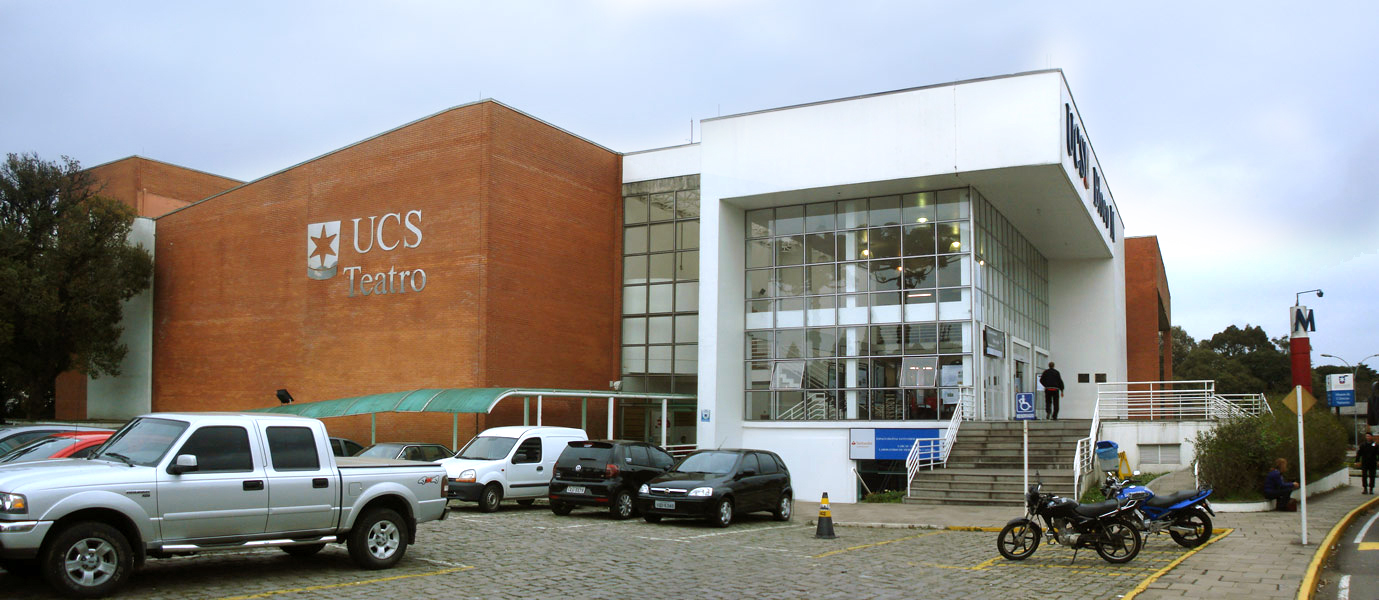
UCS Teatro

Inaugurado em agosto de 2001, com um show de Mercedes Sosa e Fagner, o Teatro da Universidade de Caxias do Sul, ou UCS Teatro, como é mais conhecido, é um espaço onde conhecimento, arte, cultura e entretenimento se alternam e se misturam, oferecendo à comunidade a possibilidade de desenvolver e ampliar o gosto cultural e estético, através de espetáculos musicais, shows e peças teatrais.
Com capacidade para receber confortavelmente 755 pessoas, o UCS Teatro é um local privilegiado para a realização de grandes eventos acadêmicos, formaturas, palestras e encontros estudantis.
Na sua agenda há sempre um lugar reservado para os ensaios e as apresentações da Orquestra Sinfônica da Universidade de Caxias do Sul, que já formou um público cativo e, uma vez por mês, apresenta um espetáculo com entrada franca, sempre com a participação de convidados.
No palco do UCS Teatro, já se apresentaram grandes nomes do cenário artístico nacional e internacional como Fagner,  Zezé Di Camargo e Luciano, Mercedes Sosa, Ivan Lins, Roberto Carlos, Marina Lima, Nei Matogrosso, Pedro Luiz e a Parede, Frejat e Banda, Ana Carolina, João Bosco, Chico César, Ed Motta, Zeca Baleiro, Chico Anísio, Tom Cavalcanti, Frank Solari, Renato Borghetti, Luiz Marenco, Miguel Proença, Lô Borges, Grupo Madrigal e The Beats. Entre os espetáculos trazidos a Caxias do Sul, pode-se destacar: Quixote, com Carlos Moreno, Pequeno Dicionário Amoroso, com Cristiana Oliveira e Eri Johnson, Señor Tango, Bailei na Curva, Onde está você agora?, Cócegas, Tangos e Tragédias, Veneza, As mentiras que os homens contam e as óperas Madame Butterfly e A Viúva Alegre.
Em julho de 2020 foi anunciada a extinção da Orquestra Sinfônica depois de 19 anos de intensa atividade, alegando-se dificuldades financeiras e problemas causados pela pandemia de COVID-19.

## Vila Olímpica

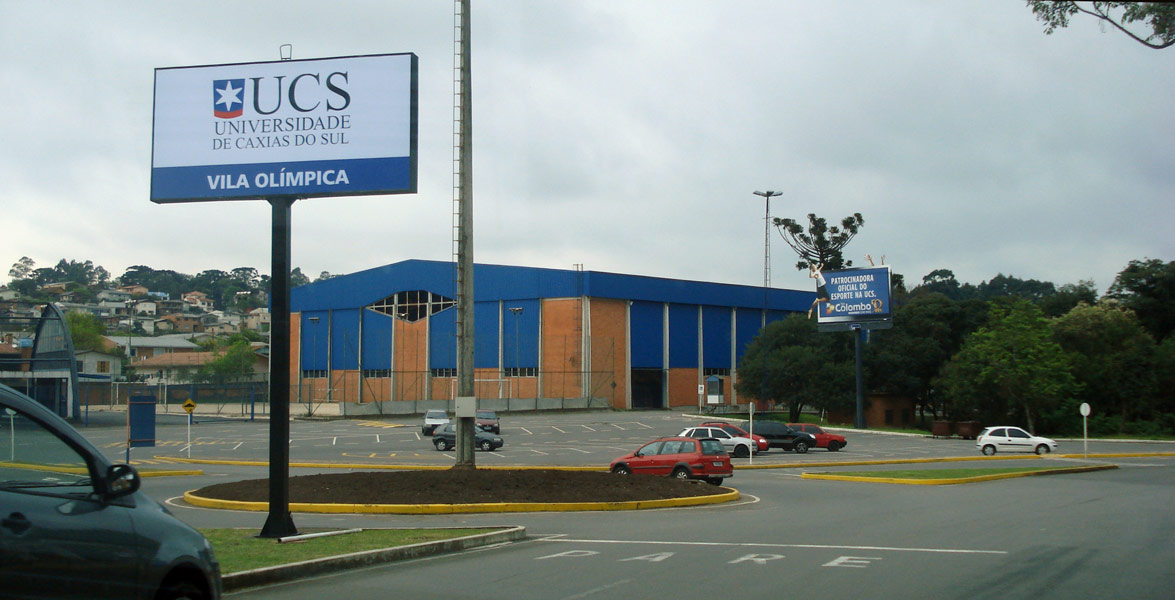
Entrada da Vila Olímpica

A Vila Olímpica é um órgão do Centro de Ciências Biológicas e da Saúde e tem como finalidade realizar, estimular e apoiar as atividades de ensino, pesquisa e extensão que envolvem os esportes, em suas diferentes modalidades, e a prática de atividade física, como promoção de saúde e bem-estar social. É, assim, importante órgão de apoio aos cursos da Instituição, especialmente aos da área da Saúde, e ao Centro Tecnológico Universidade de Caxias do Sul (CETEC). Suas atividades e serviços estão disponíveis para a comunidade interna e externa.
A Vila reúne um complexo esportivo-educacional, numa área superior a 20 mil m², que inclui salas de aula, laboratórios, três academias de ginástica (duas no Ginásio II e uma no Bloco 70), três ginásios, piscina, quadras polivalentes, pista de atletismo, quadras de tênis e padel, campo de futebol e quadras de vôlei e de futebol de areia.
Contribuindo para a concretização da extensão universitária, a Vila Olímpica mantém diversas escolinhas de iniciação esportiva, e oferece atividades dirigidas em suas academias de ginástica e piscina para o público interno e externo. Também apóia, com pessoal, orientação técnica e infra-estrutura, os programas de caráter comunitário desenvolvidos pela UCS, especialmente o Programa Cidadão do Século XXI e a Universidade da Terceira Idade.
A criação dos cursos de graduação em Fisioterapia e Nutrição, e de Especialização em Medicina do Esporte e do Exercício e Ciências do Esporte e da Saúde, assim como a criação, em 2001, do Instituto de Medicina do Esporte e Ciências Aplicadas ao Movimento Humano, também vieram somar-se às ações da Universidade, no âmbito do ensino, da pesquisa e da extensão, voltadas para os esportes, saúde e qualidade de vida da população.
Dentre suas atividades, destacam-se o Programa UCS Olimpíadas, lançado pela Universidade em 1997, como parte das atividades comemorativas dos seus trinta anos de fundação, cuja finalidade é estimular a formação de atletas nas modalidade olímpicas, e a parceria com o Instituto de Medicina do Esporte e Ciências Aplicadas ao Movimento Humano, órgão interdisciplinar que realiza ações voltadas para o esporte de alto rendimento.
Em 2006, o Programa UCS Olimpíadas passou a integrar a Vila Olímpica, unidade acadêmica com foco no ensino, na pesquisa e na extensão, no que se refere à area dos esportes e qualidade de vida.
Em sua essência, o Programa UCS Olimpíadas visa incentivar a formação de atletas em modalidades olímpicas, promovendo ações voltadas para: o esporte de formação, o esporte de alto nível, o esporte universitário, o esporte para atletas portadores de necessidades especiais. Como programa marcadamente extensionista, deve também alimentar, e alimentar-se, das atividades de ensino e de pesquisa desenvolvidas pela comunidade acadêmica.

### Modalidades
O Programa abriga atividades em 22 modalidades esportivas, de categorias que vão do mirim ao adulto, nas quais estão envolvidos cerca de 1,4 mil atletas. As atividades do Programa também se constituem em campo de estágio para os acadêmicos de graduação e pós-graduação.
- Atletismo
- Basquete
- Canoagem
- Futebol
- Futsal
- Handebol
- Luta olímpica
- Taekwondo
- Tênis
- Tiro ao prato
- Triatlo
- Voleibol

Parceria UCS - CIDeF: A inclusão social do deficiente físico através do esporte
- Basquete sobre rodas - CIDeF
- Canoagem adaptada - CIDeF
- Luta de braço - CIDeF
- Tênis de mesa adaptado - CIDeF

## Sistema de bibliotecas
A Universidade de Caxias do Sul possui um dos maiores acervos bibliográficos da América Latina, composto por mais de 1.000.000,00 de exemplares. Todo acervo da universidade é distribuído em 12 bibliotecas existentes nos campi da instituição.

## Programa de línguas estrangeiras - PLE
O Programa de Línguas Estrangeiras promove e oportuniza a aprendizagem de diferentes idiomas, a diferentes públicos: adolescente, adulto e terceira idade. Oferece programas regulares de ensino, com períodos letivos semestrais.

## Centro Tecnológico Universidade de Caxias do Sul (CETEC)
O CETEC é uma escola de ensino médio e profissional, mantida pela Fundação Universidade de Caxias do Sul, com unidades de ensino em Caxias do Sul (sede) e Bento Gonçalves.
Criado em 1995, sob a chancela de uma instituição de ensino superior, o CETEC vem trabalhando no sentido de consolidar-se como instituição de excelência em educação de jovens, através de uma proposta educacional que alia uma sólida base de educação geral à formação para o trabalho, integrando ensino médio de qualidade e cursos técnicos, que tanto preparam o jovem para ingressar na universidade, como o habilitam a iniciar uma atividade profissional na área técnica.
Para concretizar sua proposta educacional, o CETEC segue uma diretriz filosófica e um currículo especialmente elaborados para o jovem contemporâneo, que está em busca de conhecimentos, competências e autonomia intelectual e ética e que necessita, portanto, de orientação, incentivo e apoio para realizar com sucesso essa etapa da sua formação.
No CETEC, o jovem é desafiado a explorar, ao máximo, sua capacidade de aprender, priorizando o estudo e a pesquisa em seu processo de aprendizagem. É incentivado a desenvolver suas competências pessoais, intelectuais e sociais, chamando para si a responsabilidade pelo seu processo de formação. É provocado a investigar, analisar e propor, tendo como referencial um código de princípios e valores éticos. É estimulado a interagir e construir, coletivamente, ideias, projetos e conhecimentos, aprendendo a respeitar as diferenças e valorizar o bem comum. É orientado e amparado a assumir responsabilidades e planejar seu caminho rumo à maturidade, construindo sua identidade, tornando-se um cidadão preparado para intervir de maneira positiva e transformadora na sociedade.
Como fator essencial para o desenvolvimento da sua proposta, o CETEC mantém um corpo docente formado por professores com diversas experiências acadêmicas e profissionais, com diferentes titulações, capacitados a atuar como intermediadores do processo de desenvolvimento do aluno.
A localização das escolas dentro dos campi universitários é mais um diferencial de qualidade do CETEC. Biblioteca, museu, laboratórios, ginásios, quadras esportivas, piscina, teatro e cinema são parte da estrutura física da Universidade franqueada ao aluno do CETEC, que pode, assim, usufruir dos resultados da produção intelectual, cultural e científica próprias do ambiente universitário.